# Wikizionario
Il Wikizionario è un progetto collaborativo, multilingue e gratuito, tramite la Rete, supportato dalla Wikimedia Foundation, per produrre un dizionario online libero e multilingue, con significati, etimologie e pronunce, attraverso l'uso di una piattaforma wiki in maniera del tutto simile a Wikipedia di cui è un compagno lessicale.

## Descrizione
Seguendo un'idea nata da Daniel Alston il progetto (originariamente solo in inglese) ha visto la luce il 12 dicembre 2002. I primi Wikizionari multilingue creati sono stati quello francese e quello polacco, entrambi il 29 marzo 2004; a settembre 2011 ci sono Wikizionari in 157 lingue, per un totale di quasi 12 milioni di voci.
Fino al 1º maggio 2004 il progetto è stato ospitato su un URL temporaneo, poi spostato all'attuale indirizzo. Il 3 maggio 2004 è nata la versione in lingua italiana, che a febbraio 2005 contava già 12 000 lemmi. A tutt'oggi (luglio 2018) la versione italiana conta più di 431 833 lemmi e 63 465 utenti.
Il 15 giugno 2015 i maggiori Wikizionari erano:
1. Inglese: 4 384 718 voci
2. Malgascio: 3 742 920 voci
3. Francese: 2 920 273 voci
4. Cinese: 1 330 607 voci
5. Russo: 973 646 voci
6. Bulgaro: 898 644 voci
7. Spagnolo: 877 536 voci
8. Serbo-croato: 850 550 voci
9. Lituano: 684 639 voci
10. Polacco: 493 332 voci
11. Turco: 898 644 voci

Diversamente da molti dizionari che sono mono o bilingue, Wikizionario è un dizionario multilingue e internazionale, il che significa che il suo ambizioso scopo è raccogliere ogni parola per ogni lingua nota.